# Brent Olynyk
Brent Olynyk (* 7. Dezember 1971 in North Vancouver) ist ein kanadischer Badmintonspieler. 

## Karriere
Brent Olynyk nahm 2000 im Herrendoppel und Mixed an Olympia teil. Er wurde dabei 9. im Doppel und 17. im Mixed. 1999 wurde er Panamerikameister. Bei den Panamerikaspielen des gleichen Jahres gewann er Gold im Doppel und Silber im Mixed.

## Sportliche Erfolge
| Saison | Veranstaltung                   | Disziplin    | Platz | Name                            |
| ------ | ------------------------------- | ------------ | ----- | ------------------------------- |
| 1990   | Kanada: Juniorenmeisterschaften | Mixed        | 1     | Brent Olynyk / Moira Ong        |
| 1990   | Kanada: Juniorenmeisterschaften | Herrendoppel | 1     | Darryl Yung / Brent Olynyk      |
| 1991   | Kanada: Juniorenmeisterschaften | Herrendoppel | 1     | Darryl Yung / Brent Olynyk      |
| 1997   | Kanada: Einzelmeisterschaften   | Herrendoppel | 1     | Iain Sydie / Brent Olynyk       |
| 1998   | Mexico International            | Mixed        | 1     | Brent Olynyk / Robbyn Hermitage |
| 1998   | Suriname International          | Herrendoppel | 1     | Brent Olynyk / Iain Sydie       |
| 1999   | Panamerikameisterschaft         | Herrendoppel | 1     | Brent Olynyk / Iain Sydie       |
| 1999   | Kanada: Einzelmeisterschaften   | Herrendoppel | 1     | Iain Sydie / Brent Olynyk       |
| 2000   | Kanada: Einzelmeisterschaften   | Herrendoppel | 1     | Bryan Moody / Brent Olynyk      |
| 2001   | Kanada: Einzelmeisterschaften   | Herrendoppel | 1     | Bryan Moody / Brent Olynyk      |